# Starokosťantynivský rajón
Starokosťantynivský rajón (ukrajinsky Старокостянтинівський район) byl rajón v Chmelnycké oblasti na Ukrajině. Hlavním městem byl Starokosťantyniv a rajón měl přibližně 27 tisíc obyvatel. 

## Sídla v rajónu
- Starokosťantyniv